# Sahalahti
Sahalahti este o fostă comună din Finlanda.